# Schermecke
Die Schermecke ist ein knapp ein Kilometer langer Bach im Märkischen Oberland, der auf dem Gebiet der Kleinstadt Halver verläuft und ein rechter und südlicher Zufluss des Logrötker Bachs ist.

## Geographie

### Verlauf
Die Schermecke entspringt auf einer Höhe von etwa 392,5 m ü. NHN in der Flur Im Kötterherte am Nordrand eine Wäldchen knapp 300 m nordöstlich der Hofschaft Grünenbaum.
Sie fließt zunächst in nördlicher Richtung durch das Grünland der Flur Untere Bergwiese und mündet schließlich auf einer Höhe von circa 337,5 m ü. NHN in der Flur Landwehr direkt an der Kreisgrenze zum Ennepe-Ruhr-Kreis von rechts und Süden in den Logrötker Bach.
Ihr etwa 0,8 km langer Lauf endet ungefähr 55 Höhenmeter unterhalb ihrer Quelle, sie hat somit ein mittleres Sohlgefälle von etwa 69 ‰.

### Einzugsgebiet
Das Einzugsgebiet der Schermecke liegt im Märkischen Oberland und wird durch sie über den Logrötker Bach, die Glör, die den Volme, die Ruhr und den Rhein zur Nordsee entwässert.
Der nördliche Teil des Einzugsgebiets ist überwiegend bewaldet, im südlichen kommen vermehrt Wiesen und Weiden vor.